# Римачі
Римачі́ — село в Україні, адміністративний центр Римачівського старостинського округу Вишнівської сільської громади Ковельського району Волинської області. Населення становить 942 особи. До старостинського округ входить село Бережці.

## Географія
Село розташоване за 127 км від обласного центру, 59 км від районного центру та 12 км від міста Любомль (автошляхом М07E373) та прилягає до залізничної станції Ягодин, на якій знаходиться прикордонний  пункт контролю з Польщею Ягодин — Дорогуськ. Селом тече річка Гапа, а також є озеро Око — морського походження. Річка, що витікає з цього озера, має назву Рудавка і впадає у річку Західний Буг.

## Назва
Сучасна офіційна назва населеного пункту — Римачі. Ця назва за весь період існування села не змінювалась.
Існує така легенда про виникнення назви Римачі. Один чоловік ходив до Риму на поклоніння Папі Римському. Після повернення з Риму поселився на місці, де зараз Римачі. Довкола його садиби побудували свої житла інші люди. Так заснований населений пункт Римачі, назва якого походить від слова «Рим», за розповідями Печера Оникій. В історичних джерелах даних про виникнення села немає.

## Історія
Територія сучасного села Римачі була заселена людьми в епоху енеоліту-бронзи, про що свідчать численні археологічні матеріали.
У писемних джерелах населений пункт вперше згадується під 1442 роком. Відомо, що серед ряду сіл, переданих тоді польським королем Владиславом Варненчиком у володіння Кристину з Вільчиполя було також село Римачі. Проте, через деякий час воно знову увійшло до складу королівських володінь.
У XVI столітті населений пункт входив до складу Любомльського староства. Відповідно люстрації 1564 року тут мешкало 17 кметів, які платили по 6 грошів податку щорічно, діяв фільварок, корчма.
24 жовтня 1599 року датовано надання польським королем Сигізмундом ІІІ шляхтичу Мартинові Красицькому села Римачі разом з іншими населеними пунктами, що відносились тоді до Любомльського замку.
На початку XVII століття, після прийняття унії, в околицях населеного пункту відбулося протистояння між місцевими православними та католиками. З 1659 року село Римачі Любомльського староства належало до володінь гетьмана Івана Виговського, а з 1680 року — у власності польського короного гетьмана, краківського воєводи Дмитра-Юрія Корибута Вишневецького.
З другої половини XVIII століття Римачі перебували в складі володінь великого коронного гетьмана Браницького. Після ІІІ поділу Польщі у 1795 році село входило до складу Володимир-Волинського повіту Волинської губернії.
Під час французько-російської війни 1812 року в районі населеного пункту відбувались невеликі збройні сутички між австро-саксонськими та російськими військами.
У 1849 році, після конфіскації земель у графів Браницьких, селяни с. Римачі стали державними. У другій половині XIX століття населений пункт входив до складу Бережецької волості Володимир-Волинського повіту. В цей час більшу частину населення складали поляки, православні ж були приписані до церкви сусіднього села Бережці. У 1892 році в Римачах було відкрито церковну школу грамоти.
На початку ХХ століття в селі проживало 1042 мешканці. Під час Першої світової війни велика частина населення була евакуйована до Катеринославської губернії. Населений пункт був зайнятий австро-угорськими військами. В цей час з їх дозволу в селі було відкрито польську школу.
В період ІІ Речі Посполитої село Римачі входило до складу Бережецької гміни Любомльського повіту Волинського воєводства. Станом на 1921 рік тут проживало 1233 жителів. У 1929—1930 роках відбулося переміщення села: частину мешканців було виселено на хутори Стружки, Підрудівка, Зарудівка, Почернів'я, Підострови, Ягодин.
У 1934 році в селі було закінчено будівництво мурованого римо-католицького костелу святого Ізидора Орача. В цей час в селі діяла семикласна польська школа.
У 1939 році Римачі приєднали до радянської України. Відразу після віроломного нападу гітлерівської Німеччини територія Римачівської сільської ради стала ареною жорстоких боїв. Лише за першу добу бійці 9-ї Бережецької застави знищили близько 600 гітлерівців. За період тимчасової окупації гітлерівські загарбники і їх прибічники в Римачах і Бережцях убили 277 чоловік, вивезли на примусові роботи до Німеччини 202 особи, знищили 185 житлових будинків. 19 липня 1944 року Римачі і Бережці були зайняті військами 1-го Білоруського фронту.
Після зайняття населеного пункту радянськими військами, населення села збільшилося за рахунок переселення з хуторів. Зникли сусідні села Купрачі, Теребейки та Ягодин. Тут організовано колгосп, відкрито українську школу, дитячий будинок для сиріт, відділення зв'язку, бібліотеку, фельдшерсько-акушерський пункт тощо.
Після проголошення незалежності село Римачі — адміністративний центр Римачівської сільської ради Любомльського району Волинської області. Населення становить 942 жителів. В селі споруджено обеліск Слави односельчанам, які загинули за визволення рідного краю. В Римачах працюють бібліотека, середня школа, будинок культури, дитячий садок, відділення зв'язку, фельдшерсько-акушерський пункт.
23 грудня 2016 року, в ході децентралізації, село Римачі увійшло до складу Вишнівської сільської громади.
17 липня 2020 року, в результаті адміністративно-територіальної реформи та ліквідації Любомльського району, село увійшло до складу новоутвореного Ковельського району.

## Населення
За переписом УРСР 1989 року чисельність наявного населення села становила 707 осіб, з яких 339 чоловіків та 368 жінок.
За переписом населення України 2001 року в селі мешкало 912 осіб.

### Мова
Розподіл населення за рідною мовою за даними перепису 2001 року:
| Мова       | Відсоток |
| ---------- | -------- |
| українська | 98,83 %  |
| російська  | 0,85 %   |
| білоруська | 0,11 %   |
| молдовська | 0,11 %   |

## Постаті
- Киричук Сергій Володимирович (1989—2014) — молодший сержант Державної прикордонної служби України, учасник російсько-української війни.

## Об'єкти інфраструктури
На території села залишився польський костел Святого Ісидора Орача, збудований у 1931—1933 роках за кошти ксьондза і парафіян. Його реставровано в наш час, і туди приїжджають сусіди — поляки в період католицьких свят. Також залишився польський цвинтар.
В селі споруджено обеліск Слави односельчанам, що загинули за визволення рідного краю. В Римачах діють бібліотека, ЗОШ І—ІІІ ст., будинок культури, дитячий садок, відділення зв'язку, фельдшерсько-акушерський пункт.